# Villányi Andor
Villányi Andor, 1922-ig Schwabach (Villány, 1889. május 25. – 1944 körül) író, színműíró, újságíró.

## Élete
Schwabach Sándor németbólyi születésű borkereskedő, takarékpénztári igazgató és Tauszig Mária (1867–1938) fia. Szülei kereskedőnek szánták. Tanulmányait a Pécsi Állami Főreáliskolában folytatta, majd rövid ideig a kereskedelemben dolgozott. Az 1910-es években a Budapesti Hírlap belső munkatársa lett. Tehetségét Rákosi Jenő fedezte fel. A Királynőm... meghalok érted! című drámáját 1916. október 14-én mutatta be a Magyar Színház, a főszerepeket B. Marton Erzsi és Törzs Jenő alakították. A darab külföldre is eljutott, a stockholmi Intimes Theater színpadra állította. A színműírás mellett több regényt is írt, amelyek közül a Mária-val nyerte el a legnagyobb elismerést. Ezt követően három évre Bécsbe költözött, ahol egy selyemkereskedésben dolgozott segédként. Hazatérése utáni első novellája a Pesti Hírlapban jelent meg. Az Attak című darabjával nyílt meg a Belvárosi Színház, s ugyanitt kerültek színre Legénykérés és A fekete liliom című művei is. Novellái megjelentek a Pesti Naplóban, Az Újságban, a Pesti Hírlapban, az Új Időkben és a Színházi Életben is. Gyakran időzött Villányon, ahonnan feltehetőleg 1944 nyarán deportálták.
Házastársa Elek Oszkár és Herz Aranka lánya, Alice volt, akit 1922. február 12-én Budapesten vett nőül, ám még ugyanebben az évben elvált tőle.

## Művei

### Színművei
- Zsidók, 3 felvonásban.
- Királynőm... meghalok érted!. Színmű 3 felvonásban.
- Legénykérés. Forró Pállal közösen. Bemutató: 1921. szeptember 3., Belvárosi Színház
- Öngyilkosok (vígjáték)
- Gyöngyvirág, vígjáték 3 felvonásban.

### Regényei
- Mária (1920, Dr. Rácz Vilmos Könyvkiadó vállalata, Budapest)
- Szeptember (1921, Légrády Testvérek, Budapest)
- Emlékkönyv (1922, Légrády Testvérek, Budapest)
- Legenda
- A síron túl is (1940)